# Lasioglossum primavera
Lasioglossum primavera är en biart som beskrevs av Sakagami och Maeta 1990. Lasioglossum primavera ingår i släktet smalbin, och familjen vägbin. Inga underarter finns listade i Catalogue of Life.